# مجلس الوزراء

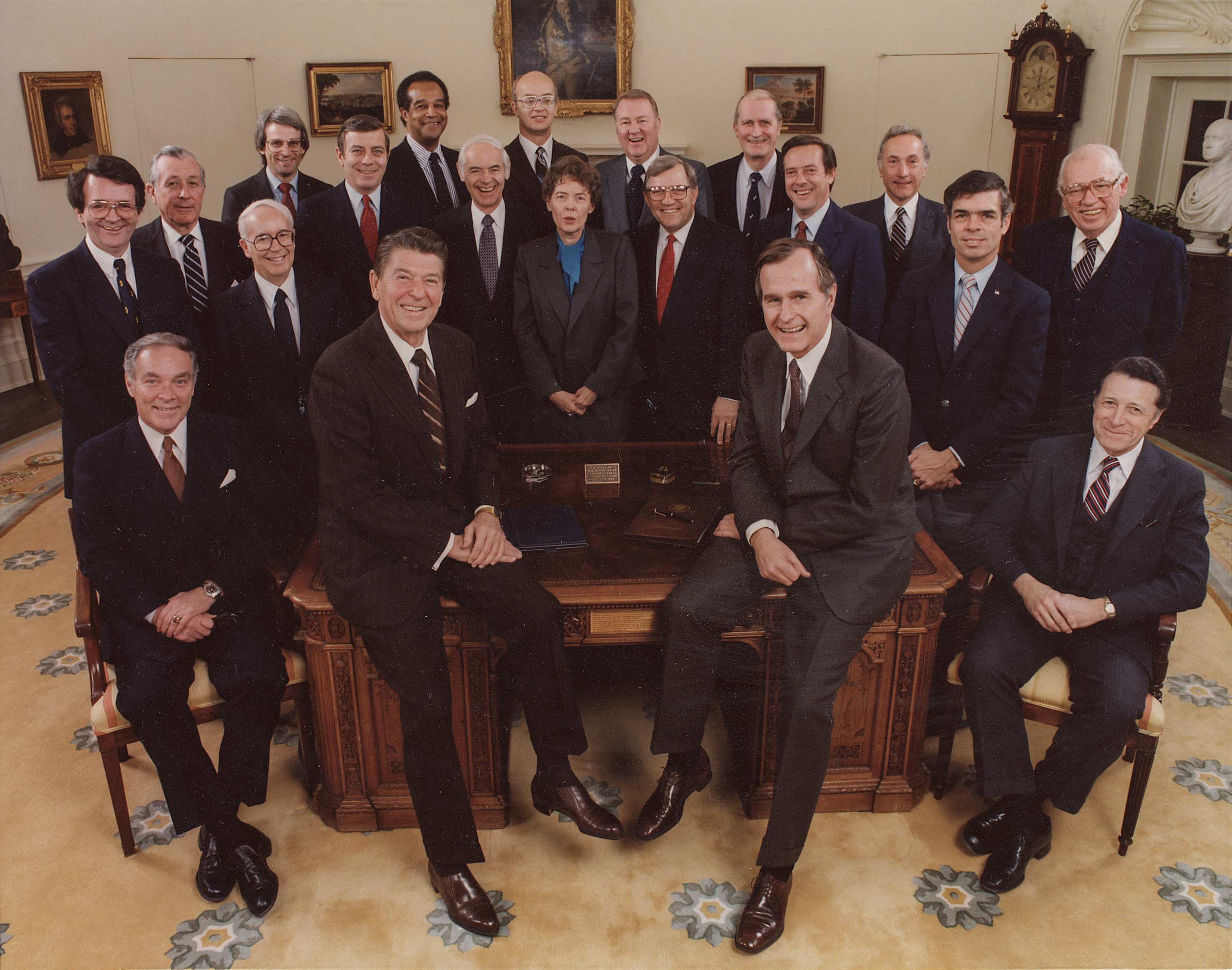

مجلس الوزراء هو مجموعة من المستشارين يعاونون رئيس الحكومة في وضع السياسات واتخاذ القرارات. وهو على وجه التقريب يتكون دائما من مسؤولين يشرفون على العمل التنفيذي أو الإداري للحكومة. ويطلق على هؤلاء المسؤولين عادة لقب وزير أو سكرتير. يسمى نظام الحكم عن طريق مجلس الوزراء غالبا نظام الحكم البرلماني. ويكون المسؤولون الذين يوجهون العمل التنفيذي للحكومة مسؤولين مباشرة أمام البرلمان (المجلس التشريعي).

## تشكيل مجلس الوزراء
ويتشكل عادة مجلس الوزراء من الوزراء التالية مناصبهم وإن كانت تتغير بعض المسميات حسب الدولة:
- رئيس الوزراء
- وزير الدفاع
- وزير الخارجية
- وزير الداخلية
- وزير العدل
- وزير المالية
- وزير الاستثمار
- وزير التربية والتعليم
- وزير التعليم العالي
- وزير الطاقة
- وزير التخطيط
- وزير التجارة والاقتصاد
- وزير التموين
- وزير الإعلام
- وزير الثقافة
- وزير المواصلات
- وزير الصحة
- وزير الزراعة
- وزير الصناعة
- وزير السياحة
- وزير البلديات
- وزير دولة أو أكثر
- الناطق الرسمي